# Kölnkonserten
Kölnkonserten (The Köln Concert) är en direktinspelad solokonsert med jazzpianisten Keith Jarrett, byggd på improvisation och gjord i Kölneroperan den 24 januari 1975. Konserten spelades in och gavs ut på LP samma år. Kölnkonserten har sålts i sammanlagt 3,5 miljoner exemplar, vilket gjort den till den mest sålda jazzskivan av en soloartist.

## Konsertens förhistoria
Konserten var en midnattskonsert i Kölns operahus, och var en del av Keith Jarrets konsertturné i Europa 1973–1974 med solokonserter med improviserad musik. Förutsättningarna för Kölnkonserten var sällsynt dåliga. Keith Jarrett kom från en konsert i Zürich föregående kväll och anlände outvilad med bil därifrån tillsammans med producenten Manfred Eicher till Kölns opera sex timmar innan midnattskonserten skulle börja. Flygeln befanns vara i dåligt skick, och på fredagskvällen fanns ingen transportmöjlighet för att få dit en utbytesflygel. Därför bestämdes först att konserten skulle inställas, men efter vädjan av den då 17-åriga konsertarrangören Vera Brandes accepterade Keith Jarrett att ändå uppträda. Pianostämmaren kunde på fem timmar hjälpligt få instrumentet i ordning, men Manfred Eicher har senare spekulerat i att instrumentets ofullkomliga skick kan ha bidragit till konsertens kvalitet genom att tvinga Keith Jarrett att anstränga sig att få välljud ur instrumentet.

## Konsertens uppbyggnad
Kölnkonserten byggde - liksom övriga konserter i turnén - på improvisation utan föregående plan, med utgångspunkt i olika första anslag. Den genomfördes i två delar med 25 minuter respektive 32 minuter, vartill kom ett extranummer på sex minuter.
Konserten inleddes med tonslingan från Kölnoperans pausinringning. Utifrån denna utvecklade Keith Jarrett ostinato-motiv, som han spelade med vänsterhanden, medan han med höger hand kommenterade och spelade variationer. Detta blev i konsertens första, lugna, harmoniska del ett nästan omärkligt växlande mellan två ackord ovanpå vilka han utvecklade repetitiva melodier. "Det som Jarrett här radar upp mot varandra av motiv, av lugna liksom lustdrivna moment, av spänning och av extatiska välklangsupplösningar, är rent överväldigande. Det verkar som om han inte längre har behov av att följa en musikalisk idé", kommenterar Keith Jarretts biograf Uwe Andersen.
Konsertens andra del dominerades i sitt första avsnitt av en helt annorlunda stämning, vilken erinrar om gospelsångens levnadsglädje och andlighet. Den inleddes med att Keith Jarrett spelade ett rytmiskt accentuerat, hamrat ostinato med vänster hand, över vilket han spelade danslika toner med höger hand. Den mynnade ut i en "fördröjande fortsättning, som slutade i en tyst, tillbakahållen meditativ stämning". Det senare avsnittet av den andra delen har ett tydligt drag av elegi, men stegrades till "en trestämmig koral med en nästan katedralmässig klangmäktighet".
Den tredje delen (extranumret) kan ses som ett "oavhängigt, svävande notblad"; denna avslutades med ett pianissimo.
| ”                                                                                         | Det var så mycket kärlek i musiken som spelades den kvällen; den mest romantiska musik som Keith Jarrett någonsin gjort. Varifrån kom då allt detta? ... Det hade att göra med en händelse som inträffade när Keith Jarrett besökte Köln med Miles Davis grupp några år tidigare, nämligen att han blev förälskad. Jag tror att det han spelade den kvällen i mycket hängde samman med minnet från det föregående besöket i Köln. | „ |
| – Konsertens arrangör Vera Brandes, intervjuad i radioprogrammet Kölnkonserten 2009-05-21 | |   |

## Skivutgivning
Kölnkonserten utgavs, som den enda konserten i den aktuella turnén, av det tyska skivbolaget ECM Records i en dubbel-LP 1975 (ECM 1064/1065 ST) med Manfred Eicher som producent. För att passa in i LP-formatet uppdelades konsertens andra del i två spår (spår IIa och IIb) och skivinspelningen har därmed med extranumret fyra spår och en sammanlagd speltid på 66 minuter. Konserten utgavs som CD för första gången 1983.
Kölnkonserten har blivit Keith Jarretts mest kända inspelning. Han har själv uttryckt viss frustration beträffande skivans kultstatus i en intervju 1992 i Der Spiegel: "Jag menar verkligen att bestsellers, inklusive "Kölnkonserten", borde tas bort från marknaden efter en bestämd tid. Liksom jag anser att sann musik kommer ur ett äkta behov, så menar jag att man också måste glömma musik; annars förblir vi med sjukligt begär fast i det förgångna."

## Transkriptioner
- Hela konserten har i efterhand transkriberats för piano, Schott Music HL 49007457, ISBN 3795795192

- Kölnkonsertens del IIc (extranumret) har transkriberats till klassisk gitarr av gitarristen Manuel Barrueco, The Koln Concert: Part IIc, Schott Music HL 49008434

## Listplaceringar
| Lista (2009–10) | Topplacering |
| --------------- | ------------ |
| Sverige         | 17           |